# 야마이치바촌
야마이치바촌(일본어: 山市場村)은 1889년 4월 1일부터 1923년 4월 1일까지 존재했던 일본 가나가와현 아시가라카미군의 촌이다.

## 지리
현재의 야마키타정 남서부에 해당한다.

## 역사
- 1889년 4월 1일 - 정촌제 시행에 의해 아시가라카미군 야마이치바촌이 성립하였다.
- 1923년 4월 1일 - 가와니시촌, 야가촌과 합병해 시미즈촌이 성립하여, 동일 야마이치바촌은 폐지되었다.

## 참고 문헌
- 角川日本地名大辞典編纂委員会,『角川日本地名大辞典 神奈川県』1984, 角川書店